# Ídmon
|  | Per a altres significats, vegeu «Ídmon (fill d'Apol·lo)». |

Ídmon (en grec antic, Ίδμων) era, segons la mitologia grega, un tintorer de Colofó, ciutat de Jònia. Segons Les Metamorfosis d'Ovidi va ser el pare de la teixidora Aracne.